# Metopocoilus maculicollis
Metopocoilus maculicollis là một loài bọ cánh cứng trong họ Cerambycidae.